# Dassault Mercure
Die Mercure ist ein Passagierflugzeug des französischen Herstellers Dassault Aviation. Die Planungen begannen Mitte der 1960er-Jahre, der Erstflug fand am 28. Mai 1971 statt. Die letzte Maschine wurde 1995 außer Dienst gestellt.

## Beschreibung
Die Mercure war ein Gemeinschaftsprojekt von Dassault Aviation mit Fiat (Italien), CASA (Spanien), ADAP (Belgien), FW (Schweiz) und Canadair (Kanada). Die Zusammenarbeit war dabei ähnlich organisiert wie beim nahezu gleichzeitig gegründeten Unternehmen Airbus. Abgesehen von den genannten Partnern trug Dassault selbst 14 % und die französische Regierung 45 % der Entwicklungskosten. Die Endmontage fand bei Dassault in den eigens dafür neu gebauten Fabrikhangars in Istres, Südfrankreich, statt. Die Gesamtauslegung der Mercure erinnert stark an die der Boeing 737, die ihren Erstflug im April 1967 hatte. Im Vergleich zur B737 hatte die Mercure einen 5 cm größeren Rumpfdurchmesser und war etwas länger. Auch die Passagierkapazität war mit ca. 150 höher. Dennoch ist – in erster Linie durch die Verwendung und die gleiche Anordnung der zwei Turbofan-Triebwerke Pratt & Whitney JT8D-11 an beiden Flugzeugtypen – das Erscheinungsbild der Mercure und der ersten B737-Versionen fast gleich. Insgesamt wurden nur zehn Maschinen und zwei Prototypen gebaut, die, mit Ausnahme des ersten Prototyps, alle an Air Inter ausgeliefert wurden (auch der zweite gebaute Prototyp, die Mercure 02, wurde auf Wunsch von Air Inter nachträglich umgebaut und als Passagiermaschine eingesetzt). Weitere Versionen – insbesondere eine mit erheblich höherer Reichweite durch sparsamere CFM-56-Triebwerke und eine vergrößerte Variante „Mercure 200“ für 186 Passagiere – wurden geplant, jedoch kam es aufgrund mangelnden Interesses der Fluggesellschaften noch nicht einmal zu einem neuen Prototyp. Sogar von der Concorde wurden also mehr Exemplare gebaut.
Der Grund für das mangelnde Interesse der Fluggesellschaften an der Mercure war einerseits, dass Dassault die Kundenbedürfnisse nicht gründlich genug abgeklärt hatte. Dies geschah, weil Dassault als erfolgreicher Hersteller von Kampfflugzeugen (Mirage zum Beispiel) einen starken militärischen Hintergrund hatte. Der Fehler der Dassault Mercure lag darin, dass kommerzielle Flugzeuge – im Gegensatz zu militärischen – nicht immer nach jeder einzelnen Landung aufgetankt werden. Die Ingenieure von Dassault, die das Anforderungsprofil der Mercure während der späten 1960er- und frühen 1970er-Jahre erstellten, gaben später zu, dass sie diesen Punkt nicht berücksichtigt hatten.
Die Mercure war als reines Kurzstreckenflugzeug mit nur etwa 1000 km Reichweite (756 km bei voller Nutzlast) ausgelegt. Kurze Zeit später stieg durch die Verwendung der stärkeren Pratt & Whitney JT8D-15 die maximale Startmasse, was die Mitnahme von mehr Treibstoff ermöglichte. Die Reichweite stieg dadurch auf 1500 km, sie war damit fast halb so groß wie die Reichweite der Boeing 737. Weil die Mercure ein größeres maximales Abfluggewicht als die ersten 737-Versionen hatte, etwas schneller flog und mehr Passagiere (135–156) transportieren konnte, war die zu geringe Reichweite nicht unbedingt der entscheidende Grund für den geringen Erfolg. Vielmehr ist die fehlgeschlagene weltweite Vermarktung vor allem darauf zurückzuführen, dass zu dieser Zeit die Ölkrise und der ungünstige Dollar-Umtauschkurs die Mercure im Export verteuerten. Mitte 1973 trugen daneben die Entscheidung von Air France, die Mercure nicht zu kaufen, ebenso wie die Entscheidung der belgischen Sabena für die Boeing 727 zum Scheitern der Mercure bei. Letztlich waren die Douglas DC-9 und die Boeing 737, die für Kurz- und Mittelstrecken ausgelegt sind, die geeignetere Wahl für die Fluggesellschaften, und die Produktion der Mercure musste schon im Dezember 1975 eingestellt werden.
Air Inter, die als einzige Fluggesellschaft die Mercure einsetzte und mit ihr sehr zufrieden war, flog – bis auf wenige Ausnahmen ausschließlich auf Inlandsrouten – in 21 Jahren über 360.000 Flugstunden und 44 Millionen Passagiere mit diesem Flugzeugtyp ohne ernsthaften Zwischenfall und mit einer Einsatzbereitschaft von 98 %. Erst am 29. April 1995 musterte Air Inter die letzte Maschine des Typs Mercure aus. Diese Maschine mit der Registrierung F-BTTB wurde dem Technik-Museum Speyer als Ausstellungsstück geschenkt. Weitere von Air Inter ausgemusterte Exemplare befinden sich im Musée de l’air et de l’espace am Flughafen Le Bourget in der Nähe von Paris (F-BTTD) sowie auf dem Gelände der École supérieure des métiers de l’aéronautique in Mauguio in der Nähe von Montpellier (F-BTTE).

## Übersicht gebauter Mercures
| Herstellerseriennummer | Registrierung | Betreiber         | Nutzung und Verbleib |
| ---------------------- | ------------- | ----------------- | --- |
| 01                     | F-WTCC        | Dassault Aviation | Erster Prototyp der Mercure, der am 28. Mai 1971 den Erstflug des Musters absolvierte; später verschrottet. |
| 1                      | F-BTTA        | Air Inter         | Eingesetzt zwischen 1973 und 1994, danach verschrottet. |
| 2                      | F-BTTB        | Air Inter         | Eingesetzt zwischen 1974 und 1995, heute ausgestellt im Technik-Museum Speyer. |
| 3                      | F-BTTC        | Air Inter         | Eingesetzt zwischen 1974 und 1992, danach verschrottet. |
| 4                      | F-BTTD        | Air Inter         | Eingesetzt zwischen 1974 und 1995, heute ausgestellt im Musée de l’air et de l’espace. |
| 5                      | F-BTTE        | Air Inter         | Eingesetzt zwischen 1974 und 1994, seit November 1994 von der ESMA Airways Aviation Academy am Flughafen Montpellier als Bodentrainer verwendet. |
| 6                      | F-BTTF        | Air Inter         | Eingesetzt zwischen 1974 und 1995, seitdem am Flughafen Bordeaux, jedoch in schlechtem Zustand. |
| 7                      | F-BTTG        | Air Inter         | Eingesetzt zwischen 1974 und 1995, das Cockpit ist im Musée de l'Épopée de l'Industrie et de l'Aéronautique erhalten geblieben. |
| 8                      | F-BTTH        | Air Inter         | Eingesetzt zwischen 1975 und 1995, seit April 1995 am Flughafen Marseille als Bodentrainer verwendet. |
| 9                      | F-BTTI        | Air Inter         | Eingesetzt zwischen 1975 und 1994, seit 1995 am Flughafen Bordeaux als Bodentrainer verwendet. |
| 10                     | F-BTTJ        | Air Inter         | Eingesetzt zwischen 1975 und 1995, danach bis 2013 im Musée Delta Athis Paray Aviation am Flughafen Paris-Orly ausgestellt. Im Juni 2013 wurde die Maschine zerlegt. Der vordere Teil des Rumpfs ist seitdem im Besitz von P.S Aero in den Niederlanden, die Hecksektion ging 2016 an Paintball-Games Venhorst in Boekel. |
| 11 (02)                | F-BTMD        | Air Inter         | In 1972 ursprünglich als zweiter Prototyp gebaut und als F-WTMD registriert. Im Juli 1983 bekundete Inter Air Interesse an der Mercure 02, die daraufhin von Dassault umgebaut und 1985 als F-BTMD von der Airline in Dienst gestellt wurde. Nach ihrer Ausmusterung in den 1990er-Jahren wurde sie verschrottet.         |

## Technische Daten
| Kenngröße                | Daten                                                                   |
| ------------------------ | ----------------------------------------------------------------------- |
| Besatzung                | Kapitän, Copilot und Flugingenieur                                      |
| Passagiere               | 150                                                                     |
| Länge                    | 34,84 m                                                                 |
| Spannweite               | 30,55 m                                                                 |
| Flügelfläche             | 116 m²                                                                  |
| Flügelstreckung          | 8,05                                                                    |

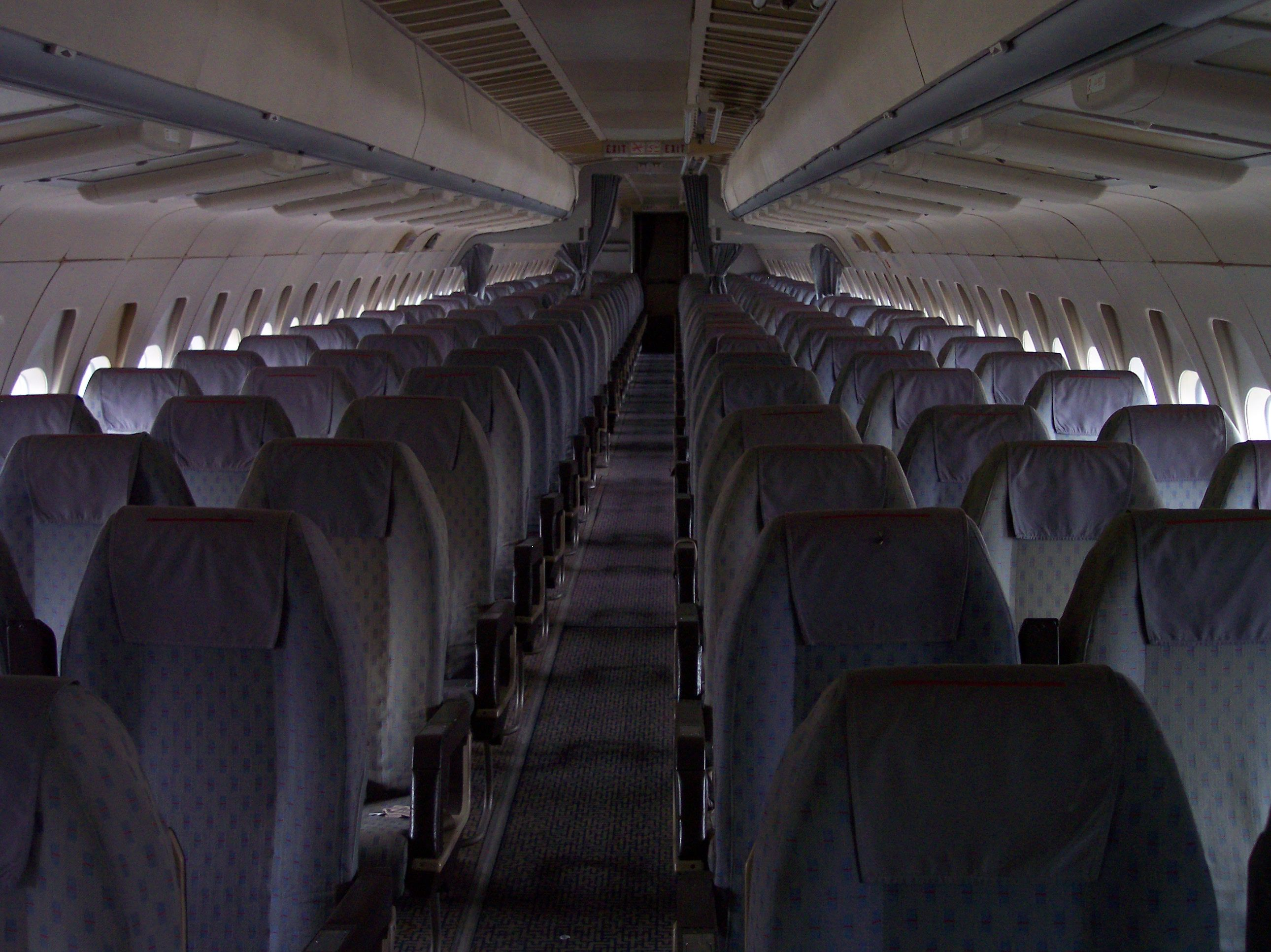
Passagierabteil

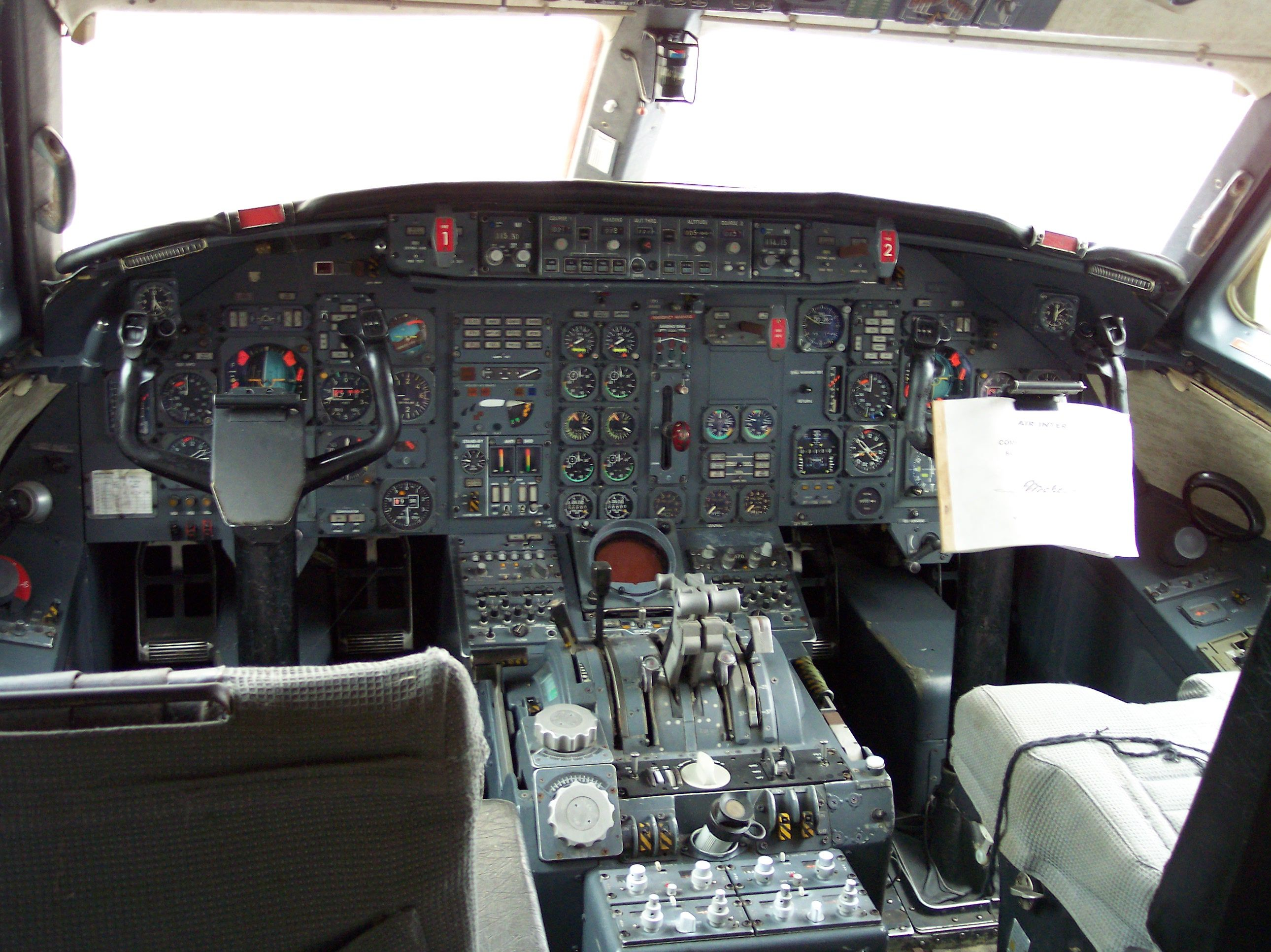
Cockpit

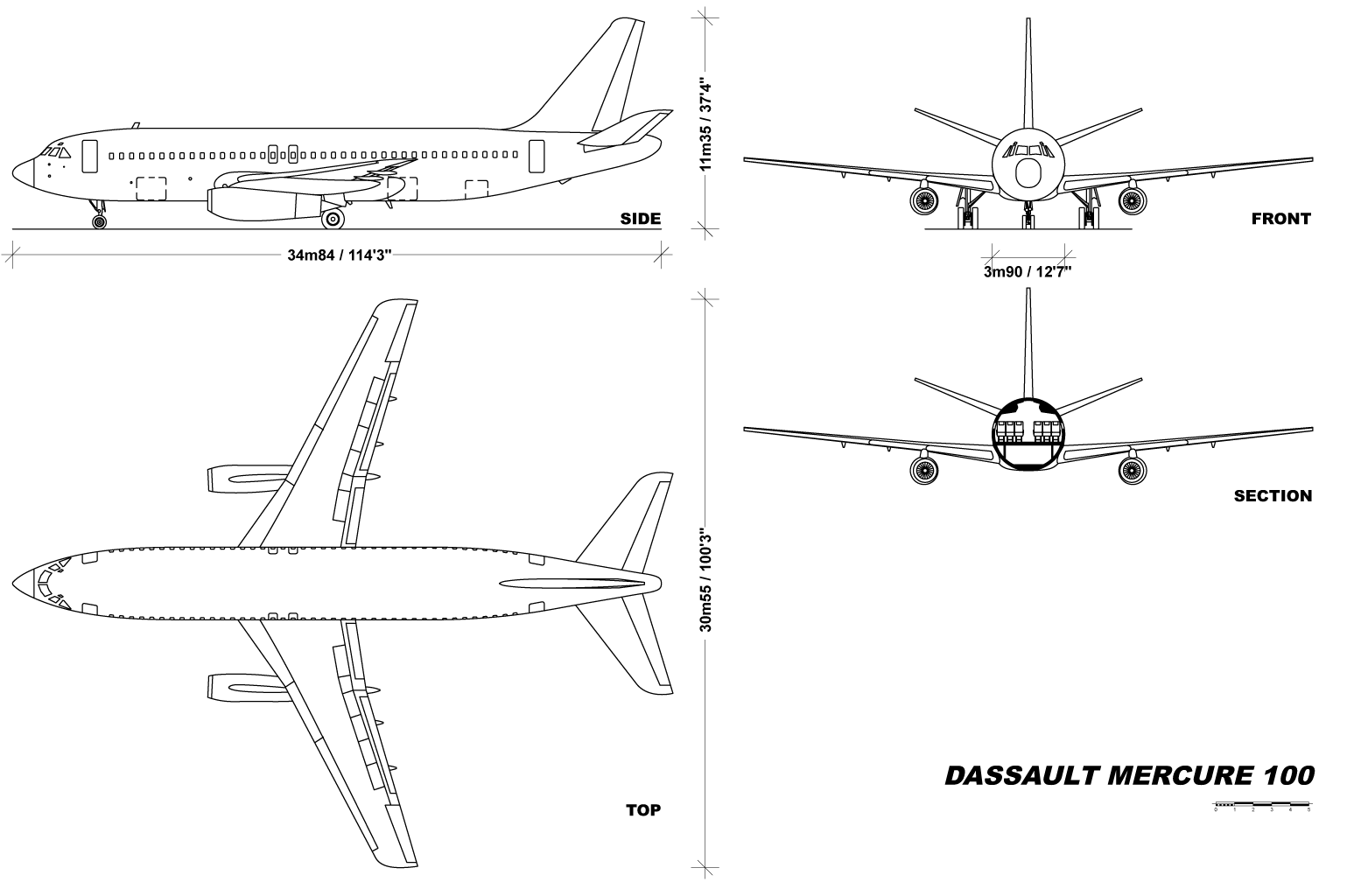
Dreiseitenriss Dassault Mercure 100

| Tragflächenbelastung     | - minimal (Leermasse): 274 kg/m² - maximal (max. Startmasse): 487 kg/m² |
| Höhe                     | 11,35 m                                                                 |
| Leermasse                | 31.800 kg                                                               |
| max. Startmasse          | 56.500 kg                                                               |
| Höchstgeschwindigkeit    | 925 km/h                                                                |
| Reisegeschwindigkeit     | 870 km/h                                                                |
| Dienstgipfelhöhe         | 12.000 m                                                                |
| max. Steigrate           | 16,7 m/s                                                                |
| Reichweite               | 1.700 km                                                                |
| Antrieb                  | zwei Pratt & Whitney JT8D-15-Mantelstromtriebwerke mit je 68,9 kN Schub |
| Schub-Gewicht-Verhältnis | - maximal (Leermasse): 0,44 - minimal (max. Startmasse): 0,36           |